# Y376 Botved
Y376 var den ene af to enheder i Botved-klassen i Søværnet i Danmark.
Y376 blev brugt til stationstjeneste ved Flådestation Korsør og blev efter udfasning fra søværnet solgt på auktion den 21. april 2010.